# 74-й меридіан західної довготи
74-й меридіан західної довготи — лінія довготи, що лежить на 74 градуси західніше Гринвіцького меридіана. Вона проходить від Північного полюса через Північний Льодовитий океан, Північну Америку, Атлантичний океан, Південну Америку, Тихий океан, Південний океан та Антарктиду до Південного полюса.
Це найбільш густонаселений меридіан в Америці та другий за населенням в Західній півкулі: станом на 2019 рік на ньому проживало від 30,3 до 31,2 мільйонів людей.
В Антарктиді меридіан визначає західну межу територіальних претензій Аргентини і проходить через Британську та Чилійську Антарктичні території.
74-й меридіан західної довготи формує велике коло разом із 106-тим меридіаном східної довготи.

## Список географічних об'єктів, що перетинає 74° зх. д.
Починаючи на Північному полюсі та рухаючись до Південного полюса, 74-й меридіан західної довготи проходить через:
| Координати                                                 | Країна, територія або море | Примітки |
| ---------------------------------------------------------- | -------------------------- | --- |
| 90°0′ пн. ш. 74°0′ зх. д. / 90.000° пн. ш. 74.000° зх. д.  | Північний Льодовитий океан | |
| 82°56′ пн. ш. 74°0′ зх. д. / 82.933° пн. ш. 74.000° зх. д. | Канада                     | Нунавут — проходить через острів Елсмір |
| 79°27′ пн. ш. 74°0′ зх. д. / 79.450° пн. ш. 74.000° зх. д. | Протока Нерса              | |
| 78°0′ пн. ш. 74°0′ зх. д. / 78.000° пн. ш. 74.000° зх. д.  | Море Баффіна               | |
| 71°44′ пн. ш. 74°0′ зх. д. / 71.733° пн. ш. 74.000° зх. д. | Канада                     | Нунавут — проходить через Баффінову Землю |
| 68°30′ пн. ш. 74°0′ зх. д. / 68.500° пн. ш. 74.000° зх. д. | Затока Фокс                | |
| 68°3′ пн. ш. 74°0′ зх. д. / 68.050° пн. ш. 74.000° зх. д.  | Канада                     | Нунавут — проходить через острів Ейр-Форс[en] |
| 67°47′ пн. ш. 74°0′ зх. д. / 67.783° пн. ш. 74.000° зх. д. | Затока Фокс                | |
| 66°19′ пн. ш. 74°0′ зх. д. / 66.317° пн. ш. 74.000° зх. д. | Канада                     | Нунавут — проходить через Баффінову Землю |
| 65°50′ пн. ш. 74°0′ зх. д. / 65.833° пн. ш. 74.000° зх. д. | Затока Фокс                | |
| 65°30′ пн. ш. 74°0′ зх. д. / 65.500° пн. ш. 74.000° зх. д. | Канада                     | Нунавут — проходить через Баффінову Землю |
| 64°17′ пн. ш. 74°0′ зх. д. / 64.283° пн. ш. 74.000° зх. д. | Гудзонова протока          | |
| 62°40′ пн. ш. 74°0′ зх. д. / 62.667° пн. ш. 74.000° зх. д. | Канада                     | Нунавут — проходить через острів Чарльз[en] |
| 62°24′ пн. ш. 74°0′ зх. д. / 62.400° пн. ш. 74.000° зх. д. | Гудзонова протока          | |
| 62°22′ пн. ш. 74°0′ зх. д. / 62.367° пн. ш. 74.000° зх. д. | Канада                     | Квебек – проходить через Сен-Жером та озеро Де-Монтань |
| 45°0′ пн. ш. 74°0′ зх. д. / 45.000° пн. ш. 74.000° зх. д.  | США                        | Нью-Йорк Нью-Джерсі Нью-Йорк — проходить через Манхеттен та Лонг-Айленд |
| 40°34′ пн. ш. 74°0′ зх. д. / 40.567° пн. ш. 74.000° зх. д. | Атлантичний океан          | Нижня Нью-Йоркська затока[en] |
| 40°28′ пн. ш. 74°0′ зх. д. / 40.467° пн. ш. 74.000° зх. д. | США                        | Нью-Джерсі |
| 40°13′ пн. ш. 74°0′ зх. д. / 40.217° пн. ш. 74.000° зх. д. | Атлантичний океан          | Проходить східніше острова Крукед[en], Багамські Острови |
| 22°41′ пн. ш. 74°0′ зх. д. / 22.683° пн. ш. 74.000° зх. д. | Багамські Острови          | Проходить через острів Аклінс[en] |
| 22°35′ пн. ш. 74°0′ зх. д. / 22.583° пн. ш. 74.000° зх. д. | Атлантичний океан          | Аклінська бухта |
| 22°25′ пн. ш. 74°0′ зх. д. / 22.417° пн. ш. 74.000° зх. д. | Багамські Острови          | Проходить через острів Аклінс[en] |
| 22°20′ пн. ш. 74°0′ зх. д. / 22.333° пн. ш. 74.000° зх. д. | Атлантичний океан          | Проходить східніше Куби |
| 20°0′ пн. ш. 74°0′ зх. д. / 20.000° пн. ш. 74.000° зх. д.  | Карибське море             | |
| 18°36′ пн. ш. 74°0′ зх. д. / 18.600° пн. ш. 74.000° зх. д. | Гаїті                      | Проходить через півострів Тібурон на острові Гаїті |
| 18°10′ пн. ш. 74°0′ зх. д. / 18.167° пн. ш. 74.000° зх. д. | Карибське море             | |
| 11°21′ пн. ш. 74°0′ зх. д. / 11.350° пн. ш. 74.000° зх. д. | Колумбія                   | Проходить східніше Боготи |
| 1°7′ пд. ш. 74°0′ зх. д. / 1.117° пд. ш. 74.000° зх. д.    | Перу                       | |
| 16°2′ пд. ш. 74°0′ зх. д. / 16.033° пд. ш. 74.000° зх. д.  | Тихий океан                | |
| 41°47′ пд. ш. 74°0′ зх. д. / 41.783° пд. ш. 74.000° зх. д. | Чилі                       | Проходить через острів Чилое |
| 43°24′ пд. ш. 74°0′ зх. д. / 43.400° пд. ш. 74.000° зх. д. | Затока Корковадо           | |
| 43°47′ пд. ш. 74°0′ зх. д. / 43.783° пд. ш. 74.000° зх. д. | Чилі                       | Проходить через архіпелаг Чонос, півострів Тайтао, острів Мерідо-Хапра[en], материк та острови Чилійського архіпелагу[en]]                                                                  |
| 52°42′ пд. ш. 74°0′ зх. д. / 52.700° пд. ш. 74.000° зх. д. | Магелланова протока        | |
| 52°58′ пд. ш. 74°0′ зх. д. / 52.967° пд. ш. 74.000° зх. д. | Чилі                       | Проходить через острів Десоласьйон[en] |
| 53°11′ пд. ш. 74°0′ зх. д. / 53.183° пд. ш. 74.000° зх. д. | Тихий океан                | |
| 60°0′ пд. ш. 74°0′ зх. д. / 60.000° пд. ш. 74.000° зх. д.  | Південний океан            | |
| 69°39′ пд. ш. 74°0′ зх. д. / 69.650° пд. ш. 74.000° зх. д. | Антарктида                 | Становить західну межу Аргентинської Антарктиди (претендує Аргентина) Проходить через Чилійську Антарктику (претендує Чилі) та Британську Антарктичну Територію (претендує Велика Британія) |